# Guilherme Schimidt
Guilherme Cesar Schimidt (Brasília, 6 de novembro de 2000) é um judoca brasileiro. Atualmente ocupa o 4º lugar no ranking mundial da Federação Internacional de Judô na categoria até 81kg.

## Carreira
Em 2019, Guilherme foi medalhista de bronze no Campeonato Mundial Júnior, disputado no Marrocos.
No Campeonato Pan-Americano de Judô de 2021, realizado em Guadalajara, no México, conquistou seu primeiro título na categoria meio-médio (81 kg). 
Em 25 de setembro de 2021, Guilherme conquistou sua primeira medalha no circuito mundial da FIJ ao ficar em segundo lugar no Grand Prix de Zagreb (Croácia), na categoria até 81 quilos. Ele venceu três lutas e perdeu a final para o georgiano Tato Grigalashvili.
No dia 1 de abril de 2022, Guilherme conquistou a medalha de ouro na categoria até 81kg do Grand Slam (o torneio que mais dá pontos no ranking do judô depois das Olimpíadas, do Mundial e do World Masters) de Antalya. Na final, ele derrotou o turco Vedat Albayrak.
No Campeonato Pan-Americano de Judô de 2022, realizado em Lima, no Peru, sagrou-se bicampeão da categoria meio-médio (81 kg) e conquistou o ouro nas equipes mistas.
No dia 8 de julho de 2022, Guilherme conquistou a medalha de ouro na categoria até 81kg do Grand Slam da Hungria ao derrotar o campeão mundial Saeid Mollaei, do Azerbaijão.
Schimidt participou do Campeonato Mundial de Judô de 2021, Campeonato Mundial de Judô de 2022 e Campeonato Mundial de Judô de 2023.
No Grand Slam de Astana 2023, Schimidt obteve uma medalha de prata.
No World Masters (segunda competição mais importante do circuito mundial de judô, depois do Campeonato Mundial) de 2023, Guilherme Schimidt obteve a medalha de prata. Para chegar à decisão, derrotou o japonês campeão olímpico Takanori Nagase e o líder do ranking e atual bicampeão mundial Tato Grigalashivili.
No Campeonato Pan-Americano de Judô de 2023, realizado em Calgary, Canadá, Schimidt conquistou duas medalhas: foi vice-campeão na divisão meio-médio (-81 kg) e conquistou o ouro em equipes mistas.
Nos Jogos Pan-Americanos de 2023 obteve seu maior título ao conquistar a medalha de ouro no peso Meio-médio (-81 kg), além de também obter a prata na equipe mista do Brasil.
No Grand Slam de Antalya 2024, ele obteve uma medalha de bronze.
No Campeonato Pan-Americano de Judô de 2024, ganhou a medalha de ouro,se tornando tricampeão da competição.
No Campeonato Mundial de Judô de 2024, Schimidt, que era o quarto colocado do ranking mundial em sua categoria, venceu sua primeira luta, mas nas oitavas de final, acabou superado pelo austríaco Bernd Fasching por ippon.
Nos Jogos Olímpicos de Verão de 2024, Schimidt venceu apenas sua primeira luta antes de ser eliminado, mas ganharia um bronze sendo listado como parte do time da competição por equipes.